# Quichira parallela
Quichira parallela är en insektsart som beskrevs av Rakitov et Godoy 2005. Quichira parallela ingår i släktet Quichira och familjen dvärgstritar. Inga underarter finns listade i Catalogue of Life.